# Stosunki dyplomatyczne
Stosunki dyplomatyczne – najwyższa forma oficjalnych stosunków międzypaństwowych. Stanowią realizację prawa legacji każdego państwa i służą wykonywaniu jego polityki zagranicznej. Mają charakter dwustronny, wzajemny i dobrowolny – ich nawiązanie może nastąpić wyłącznie w drodze porozumienia obu zainteresowanych państw-stron. Zazwyczaj liczba nawiązanych stosunków dyplomatycznych jest odzwierciedleniem potencjału państwa w tej dziedzinie, jak i jego możliwości ekonomicznych w zakresie ich utrzymywania.

## Historia i zakres regulacji prawnomiędzynarodowej
Stosunki dyplomatyczne, jako forma oficjalnej komunikacji, towarzyszą państwom od początków ich istnienia. Przez długi czas opierały się wyłącznie na zwyczaju międzynarodowym, względnie na kurtuazji międzynarodowej. Dopiero w XIX wieku zawarto pierwsze porozumienia w tej dziedzinie. W roku 1815 na Kongresie Wiedeńskim przyjęto tzw. Regulamin wiedeński, dotyczący klas pierwszeństwa (precedencji) przedstawicieli dyplomatycznych, uzupełniony następnie w 1818 roku Protokołem akwizgrańskim. Szerszej regulacji stosunków dyplomatycznych w formie umowy międzynarodowej podjęto się w roku 1928 w Hawanie, na IV Konferencji panamerykańskiej, podpisując Konwencję o przedstawicielach dyplomatycznych, której obowiązywanie ograniczyło się jednak wyłącznie do państw tego regionu. Współcześnie obowiązująca, kompleksowa regulacja z zakresu tzw. prawa dyplomatycznego została stworzona przez Komisję Prawa Międzynarodowego przy ONZ. W wyniku jej prac kodyfikacyjnych 18 kwietnia 1961 roku podpisano Konwencję wiedeńską o stosunkach dyplomatycznych, która weszła w życie 24 kwietnia 1964 roku. Polska ratyfikowała ją 19 maja 1965 roku. Konwencja ta stanowi aktualnie podstawową regulację w swojej dziedzinie. Zgodnie jednak z preambułą Konwencji w sprawach, które nie zostały w niej wyraźnie uregulowane nadal należy stosować dotychczas obowiązujące normy prawa zwyczajowego. Poza Konwencją niektóre państwa wprowadzają regulacje szczególne, dotyczące wybranych kwestii w stosunkach dwustronnych, np. rozszerzenia przywilejów i immunitetów dyplomatycznych.

## Nawiązanie stosunków dyplomatycznych
Prawo do nawiązania stosunków dyplomatycznych jest pochodną prawa legacji. Państwa, które łączą określone więzi lub wspólne interesy mogą (ale nie muszą) nawiązać ze sobą stosunki dyplomatyczne. Zazwyczaj czynią to w formie dwustronnej umowy międzynarodowej. Nawiązanie stosunków dyplomatycznych jest warunkiem niezbędnym do ustanowienia stałego przedstawicielstwa dyplomatycznego, nie oznacza jednak konieczności jego ustanawiania. Zatem liczba państw, które nawiązały stosunki dyplomatyczne jest większa od liczby państw, które utrzymują stałe przedstawicielstwa dyplomatyczne. W praktyce możliwe jest także ustanowienie stałego przedstawicielstwa dyplomatycznego bez wcześniejszego nawiązywania stosunków dyplomatycznych. Powoduje to jednak równoczesne automatyczne nawiązanie stosunków dyplomatycznych per facta concludentia (w sposób dorozumiany), bez osobnego porozumienia w tym celu. Odmiennie jest w przypadku dyplomatycznej misji specjalnej (czasowej), dla funkcjonowania której utrzymywanie stosunków dyplomatycznych nie jest niezbędne.

## Zawieszenie lub zerwanie stosunków dyplomatycznych
Zawieszenie lub zerwanie stosunków dyplomatycznych zależy od woli państwa, które (odmiennie niż przy ich nawiązywaniu) decyduje o tym bez potrzeby zgody drugiej strony (akt jednostronny). Współcześnie do zerwania lub zawieszenia stosunków dyplomatycznych dochodzi dość rzadko, zazwyczaj w sytuacji wyjątkowo poważnego naruszenia prawa międzynarodowego, godności lub interesów drugiego państwa. Nie stoi to na przeszkodzie ich ponownego nawiązania, gdy sytuacja między oboma państwami unormuje się. Utrzymywania stosunków dyplomatycznych nie należy traktować jako oznaki „przyjacielskich” stosunków. Jest to jedynie oficjalna forma komunikacji między dwoma państwami, których kontakty mogą być w bardzo różnym stanie. Zdarza się, iż nawet pomimo trwającego konfliktu zbrojnego przeciwne strony nadal utrzymują ze sobą stosunki dyplomatyczne (choć zazwyczaj prowadzi to do ich zawieszenia).

## Relacja względem stosunków konsularnych
Od stosunków dyplomatycznych należy odróżnić stosunki konsularne, choć współcześnie częściej niż w przeszłości dochodzi do ich wzajemnego przeplatania. Stosunki dyplomatyczne koncentrują się na relacji z najwyższymi władzami drugiego państwa. Natomiast stosunki konsularne, jako stosunki niższej rangi, ukierunkowane są raczej na sprawy własnych obywateli, którzy przebywają w danym państwie oraz na współpracę z obywatelami i władzami regionalnymi tego państwa. Ponadto przedstawicielstwo dyplomatyczne zawsze może pełnić dodatkowo funkcje konsularne, natomiast przedstawicielstwo konsularne może pełnić funkcje dyplomatyczne tylko wyjątkowo, za wyraźną zgodą państwa przyjmującego.